# Габунский батис
Габунский батис (лат. Batis minima) — вид воробьиных птиц из семейства сережкоглазок. Подвидов не выделяют.

## Таксон
Иногда данный вид считали конспецифичным с Batis ituriensis.

## Распространение
Обитают в западной части Центральной Африки на территории Габона, Экваториальной Гвинеи, Конго (запад), Камеруна (юг) и ЦАР (крайний юго-запад).

## Описание
Длина тела 9-10 см, вес 8—12 г. Очень мелкие птицы, контрастно окрашенные в чёрный, серый и белый цвета.
У самца макушка и боковые поверхности головы чёрные, задняя часть шеи серая, на верхней части крыльев и на задней части шеи белые пятна, спинка черноватая, на крупе белые пятна, белая полоса на крыльях; хвост чёрный с белыми кончиком и боковыми сторонами. Нижняя сторона тела белая, нагрудник чёрный, под крыльями птицы окрашены в белый цвет; радужная оболочка желтая; клюв и ноги чёрные. Самка отличается от самца наличием нагрудника серого цвета вместо чёрного, более тусклого на спинке. У неполовозрелых особей есть полосы на крыльях, а горло и грудь с рыжеватым оттенком.

### Вокализация
Песня представляет собой серию высоких тонких нот «пии-пии-пии-пии», напоминающих скрипящий велосипедный насос.

## Биология
Питаются членистоногими, в том числе жуками, перепончатокрылыми, термитами и пауками. Молодые птицы, возможно, остаются с родителями в течение долгого времени после покидания гнезда.